# Brixidia rutshuruensis
Brixidia rutshuruensis är en insektsart som beskrevs av Synave 1980. Brixidia rutshuruensis ingår i släktet Brixidia och familjen kilstritar. Inga underarter finns listade i Catalogue of Life.